# Салданья (станция метро)
«Салда́нья» (порт. Saldanha) — станция Лиссабонского метрополитена. Одна из первых одиннадцати станций метро в Лиссабоне. Находится в центральной части города. Является пересадочной станциeй между Жёлтой линией (Линией Подсолнечника) и Красной линией (Линией Востока). На Жёлтой линии находится между станциями «Кампу-Пекену» и «Пикуаш». На Красной линии находится между станциями «Сан-Себаштиан» и «Аламеда». Открыта 29 декабря 1959 года. Своё название станция получила из-за расположения вблизи площади Герцога Салданья.

## Описание
В 1959 году станция открылась в составе первой очереди метрополитена Архитектор — Жуан Фалькао и Кунья, художник — Мария Кейл. Станция была выполнена про проекту, схожему с остальными станциями первой очереди. Для художественного оформления были выбраны азулежу в сочетании цветов охра/белый и синий/чёрный. Однако в последующих реконструкциях первоначальное оформление было утрачено.
В 1977 году в результате реконструкции были удлинены пассажирские платформы для приёма 6-вагонных составов, а так же сооружён дополнительный вестибюль. Архитекторы — Санчес Жоржи и Жуан Фалькао и Кунья.
В 1996 и 1997 годах под руководством архитектора Паулу Бриту да Силва были реконструированы оба (северный и южный) вестибюля станции. В то же время было изменено художественное оформление. Оформлением вестибюлей руководил Жоржи Виейра. Основная тема — «люди и движение». Стены вестибюлей украшены барельефами из мрамора. Оформлением платформ руководил Луиш Филипе ди Абреу. Стены были украшены разнообразными картинами, среди которых есть картины «Осень», «Весна», «Лето» и «Зима».
В 2003 году начались работы по строительству платформ Красной линии в рамках её продления от станции «Аламеда» до «Сан-Себаштиан». Открытие платформ Красной линии состоялось 29 августа 2009 года.

## Галерея

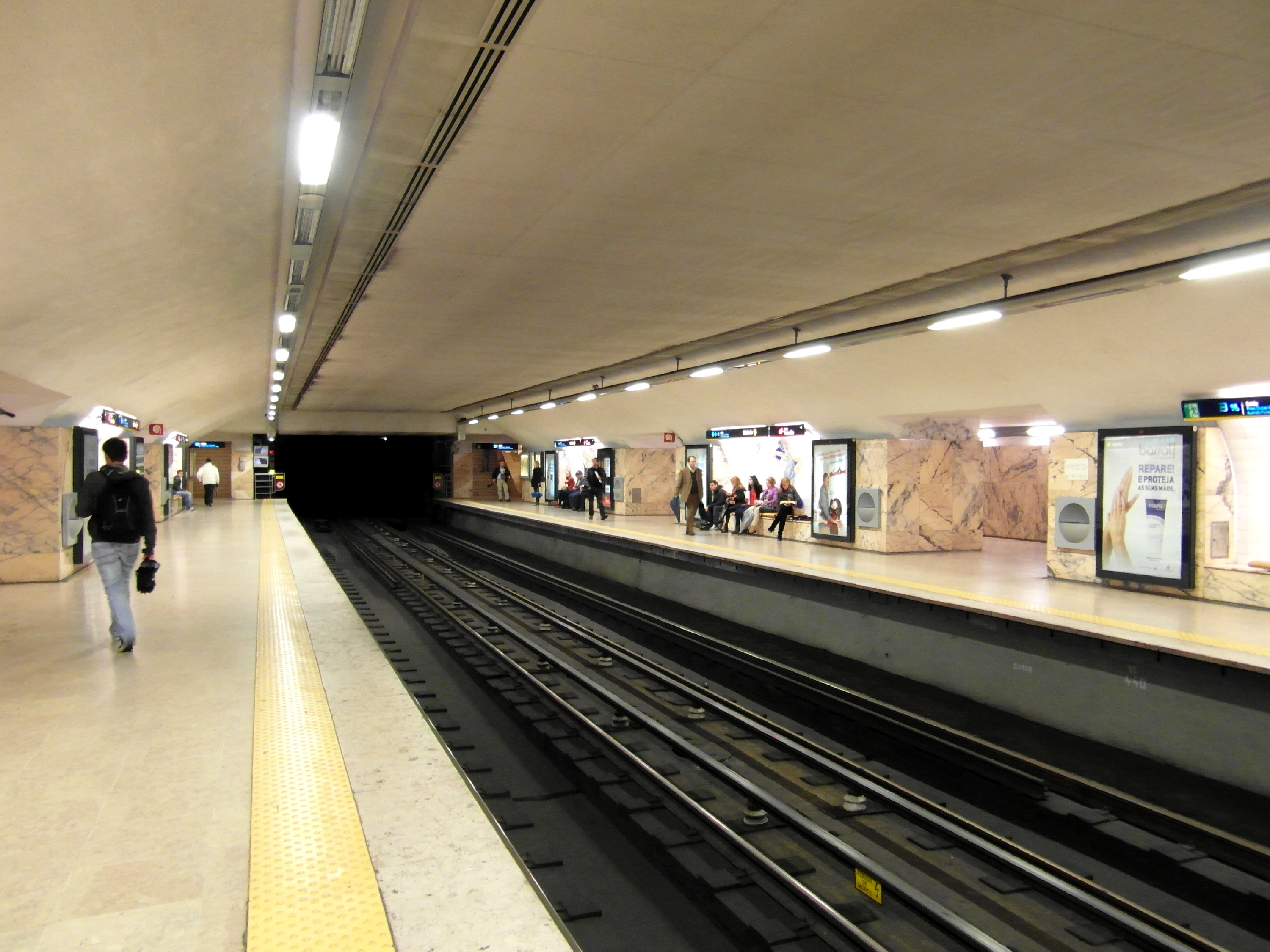
Платформы Жёлтой линии
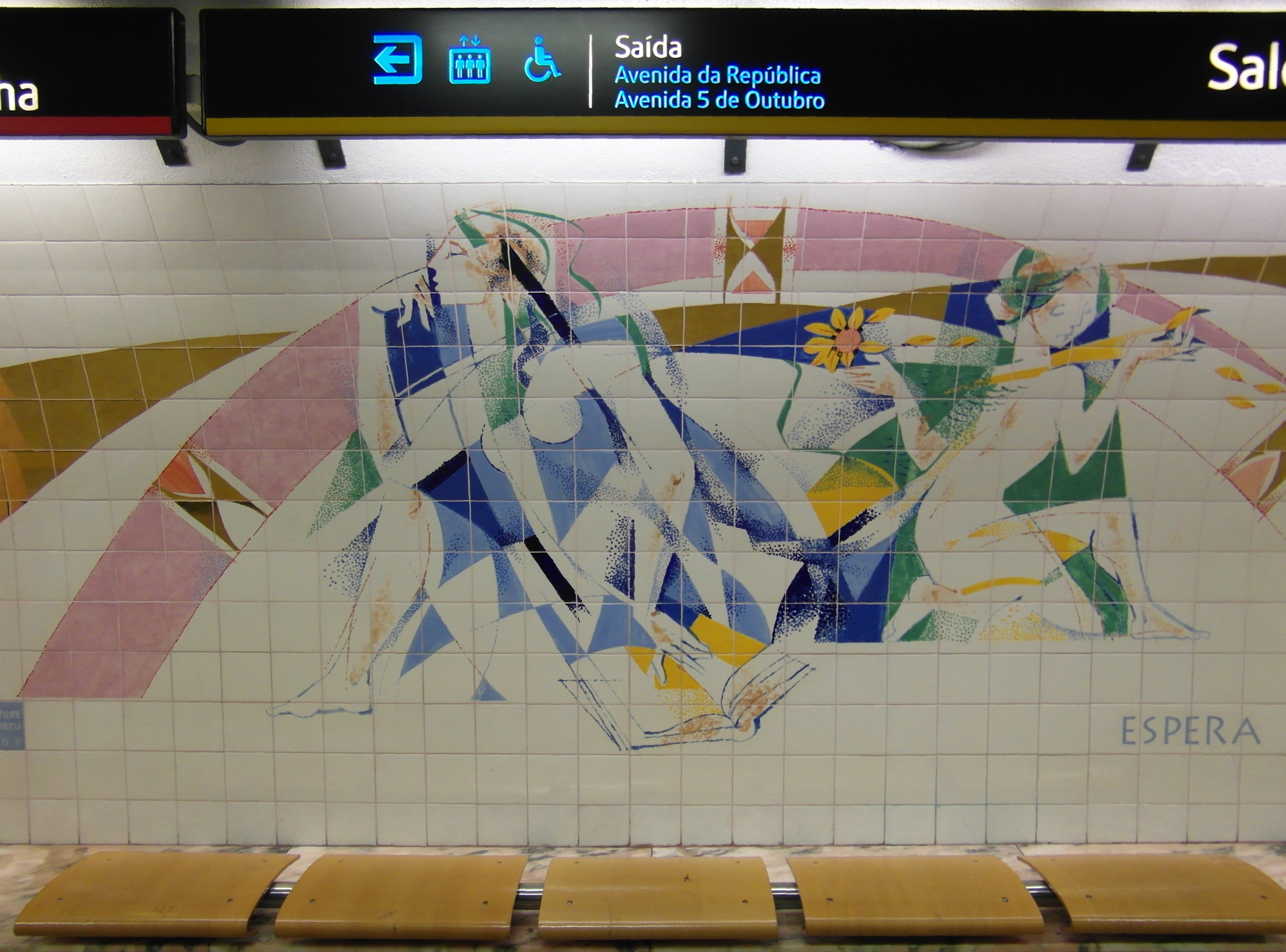
Картина «Ожидание»
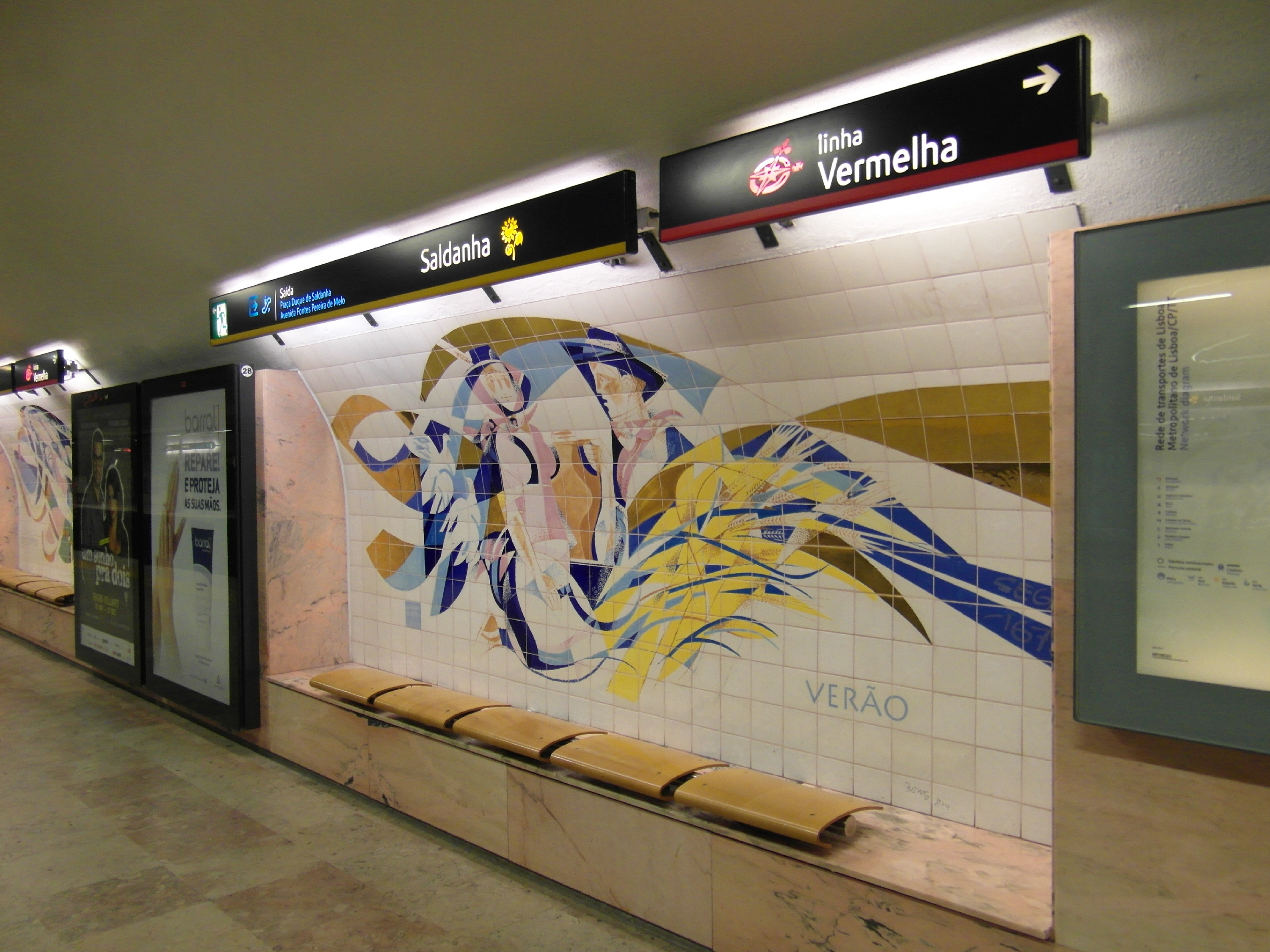
Картина «Лето»
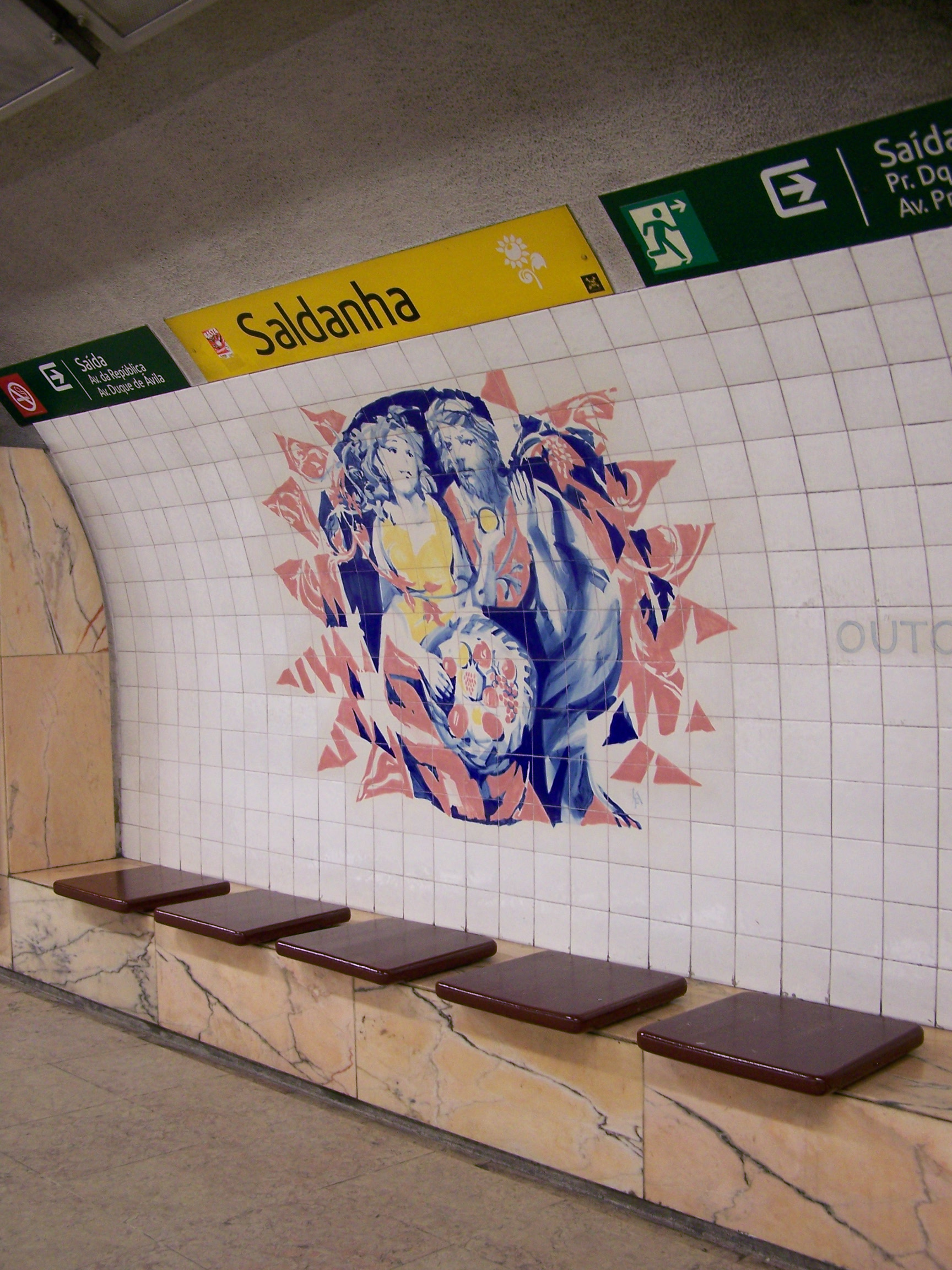
Картина «Осень»
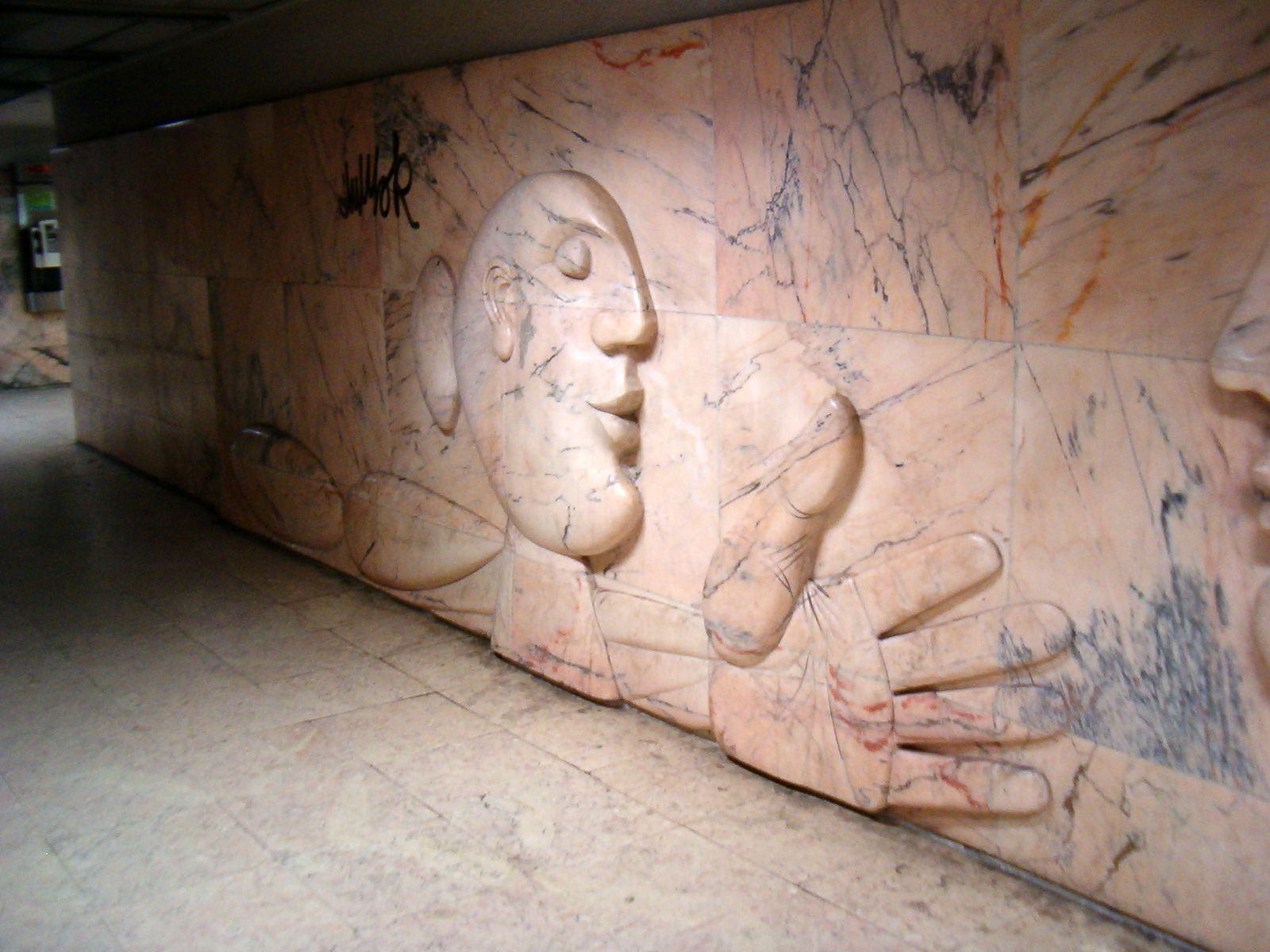
Декорация вестибюля
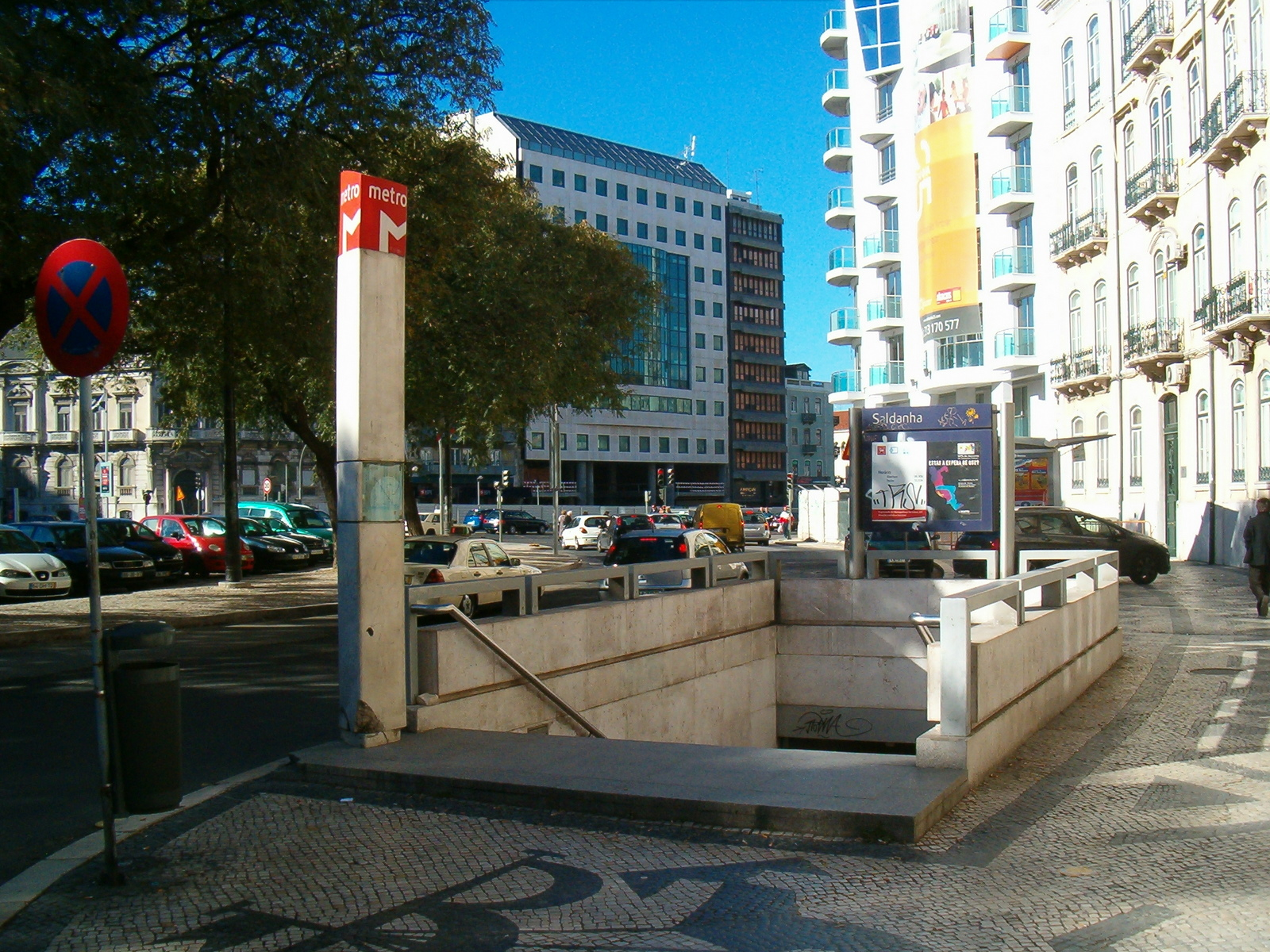
Вход с улицы
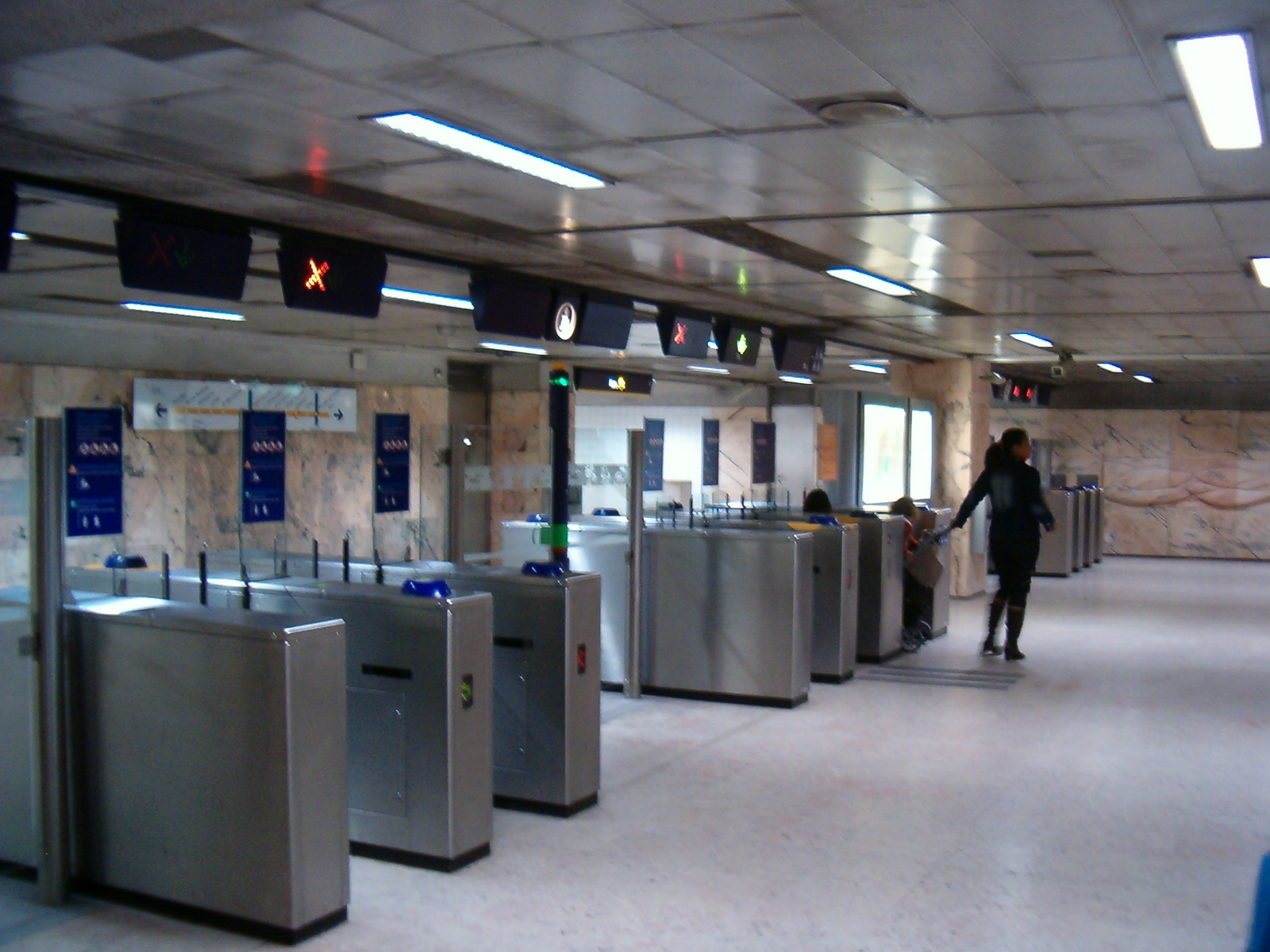
Пропускные турникеты